# فینال جام در جام اروپا ۱۹۷۰
فینال جام در جام اروپا ۱۹۷۰، رقابت پایانی جام در جام اروپا در سال ۱۹۷۰ میلادی است که مابین دو تیم باشگاه فوتبال منچستر سیتی و باشگاه فوتبال گورنیک زابژه برگزار شده‌است.
این مسابقه که در تاریخ ۲۹ آوریل ۱۹۷۰ انجام شده‌است با نتیجه ۲ بر ۱ به سود تیم باشگاه فوتبال منچستر سیتی به پایان رسید.